# Stillleben mit Süßigkeiten und Glasware

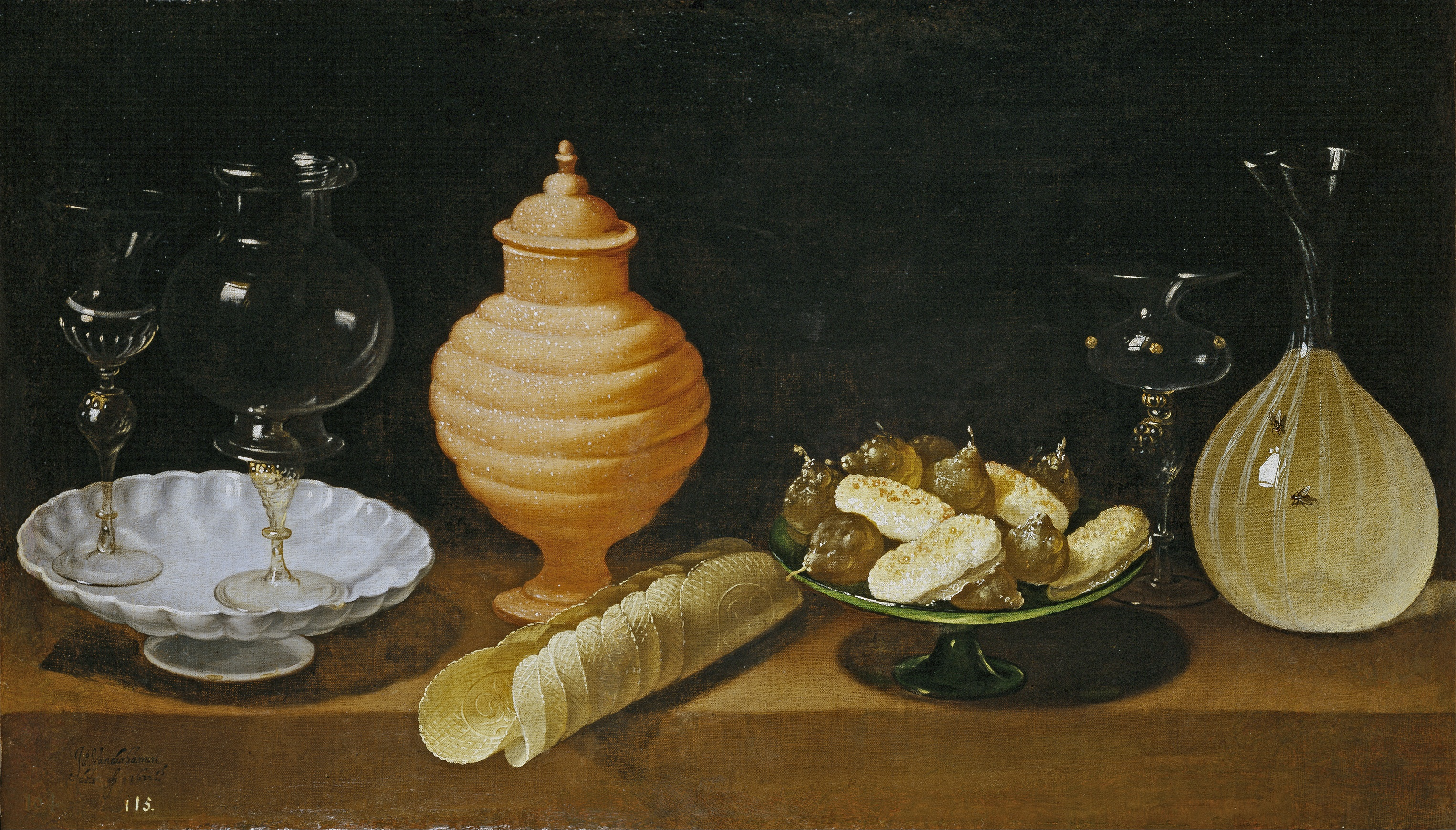
Stillleben mit Süßigkeiten und Glasware
Juan van der Hamen y León, 1622
52 cm × 88 cm
Öl auf Leinwand
Museo del Prado, Madrid

Stillleben mit Süßigkeiten und Glasware ist ein 1622 entstandenes Gemälde des spanischen Malers Juan van der Hamen y León. Das  52 cm × 88 cm große, in Öl auf Leinwand gemalte Bild ist ein Stillleben, das die zuckerveredelte Ernährungskultur zum Thema hat. Das Gemälde befindet sich in der Sammlung des Museo del Prado in Madrid.

## Bildbeschreibung
Auf einer schmalen Steinplatte zeigte van der Hamen die Objekte in einer Wellenanordnung und füllte somit den flachen Raum. Am rechten und linken Bildrand begrenzen Gläser im venezianischen Stil die Komposition. Rechts befinden sich eine Karaffe gefüllt mit aloja, einem mit Gewürzen wie Ingwer, Zimt und Nelken aromatisierten Zuckerwasser, auf der Fliegen sitzen, und ein Glas. Auf der linken Seite stehen zwei Gläser auf einer Keramikschale. In der Bildmitte im Hintergrund ist ein Honigtopf aus Terrakotta dargestellt. Rechts von ihm befindet sich eine Rolle von Waffeln, sogenannten barquillos, die über die Steinplatte herausragen und somit die Tiefe des Raumes fixieren. Rechts der Waffeln befindet sich eine grüne Glasschale mit einem Fuß, auf der Gebäck und kandierte Früchte angeordnet sind. Solche Speisen und Getränke waren zu Beginn des 17. Jahrhunderts typisch zur Teezeit in den höheren Schichten Madrids.

## Hintergrund
Das Format des Gemäldes deutet darauf hin, dass es als Supraporte platziert worden ist. Das Bild zeichnet sich durch die Darstellung von venezianischem Glas aus, das eines der kostbarsten Luxusgüter am Hof war und an dem Juan van der Hamen sein Können bewies. Zudem hat es mit weiteren frühen Stillleben van der Hamens gemein, dass verschiedene Arten von Gefäßen und Tellern dargestellt sind. So finden sich auf dem Bild Glasgefäße, ein Terakottakrug und eine Porzellanschale.

## Provenienz
Die Provenienz des Stilllebens mit Süßigkeiten und Glasware ist nicht vollständig geklärt. 1651 gehörte es wohl zusammen mit weiteren Stillleben Juan van der Hamens zur Sammlung von Don Gaspar de Haro y Guzmán, Marqués de Eliche, der als Marqués del Carpio eine sehr große Kunstsammlung besaß. 1702 wurde das Gemälde in der königlichen Sammlung verzeichnet. Das Bild gehört heute zur Sammlung des Museo del Prado in Madrid.